# Mezalocha
Mezalocha – gmina w Hiszpanii, w prowincji Saragossa, w Aragonii, o powierzchni 60,64 km². W 2011 roku gmina liczyła 210 mieszkańców.